# Ichneumon cunctator
Ichneumon cunctator là một loài tò vò trong họ Ichneumonidae.